# 610

## أحداث
- نزول سورة العلق أول نزول للوحي على محمد بن عبد الله نبي الله في مكة.
- محمد بن عبد الله يصبح نبي الإسلام.
- إسلام أبو بكر الصديق.
- بداية التقويم الأتشومي

## مواليد
- عبد الله بن عمر بن الخطاب.

## وفيات
- النعمان بن المنذر.